# Park (województwo warmińsko-mazurskie)
Park – osada w Polsce położona w województwie warmińsko-mazurskim, w powiecie bartoszyckim, w gminie Sępopol. W latach 1975–1998 miejscowość administracyjnie należała do województwa olsztyńskiego.

## Historia
W 1889 r. był to folwark majątku ziemskiego Judyty i należał do rodziny von Kunheim. Przed 1945 r. miejscowość nosiła nazwę Park. 
1978 r. miejscowość administracyjnie należała do sołectwa Retowy jako stadnina koni. W 1983 r. osada stanowiła Państwową Stadninę Koni. W tym czasie były tu dwa domy z 10. mieszkaniami i 41 mieszkańcami. Była tu mała świetlica.